# 水城一狼
水城 一狼（みずき いちろう、1929年5月19日 - 没年不詳）は、日本の俳優、作詞・作曲家、歌手、飲食店経営者。本名は杉田 正男。青山芸術企画に所属していた。
代表作は、高倉健が歌った『唐獅子牡丹』（作詞・作曲。サントラ版は作曲のみ）。
東映の大部屋俳優として、多くの映画に出演。即興で作った曲が、1965年の映画『昭和残侠伝』の主題歌に採用され、のちに『唐獅子牡丹』のタイトルでレコード発売されて大ヒットした。以降、作詞・作曲・歌手活動も行うようになる。その後、芸能界を引退。
作風は、歌詞は主に任侠物、曲調は演歌・歌謡曲である。
東映の先輩である山本麟一からはマーちゃんと呼ばれていた。